# درو لاوین
درو لاوین (به انگلیسی: Dru Lavigne) از مشارکت کنندگان پروژه فری‌بی‌اس‌دی و همینطور پی‌سی-بی‌اس‌دی است. درو همچنین از اعضای بنیاد فری‌بی‌اس‌دی است. درو از سال ۱۹۹۶ از فری‌بی‌اس‌دی استفاده می‌کند. او نویسنده‌ای پرکار است و تا کنون کتاب‌ها و مقالات بسیاری را دربارهٔ فری‌بی‌اس‌دی و پی‌سی-بی‌اس‌دی تألیف کرده‌است. از مهم‌ترین کتاب‌های او می‌توان به The Definitive Guide to PC-BSD و BSD Hacks و The Best of FreeBSD Basics اشاره کرد.